# Deerlijk
Deerlijk je obec v provincii Západní Flandry v Belgii.

## Geografie
Deerlijk se nachází v arrondissementu Kortrijk. Obec leží 7 km severovýchodně od města Kortlijk, 17 km západně od Oudenaarde, 32 km jihozápadně od Gentu, 40 km východně od Brugg a 70 km východně od Bruselu.

## Obyvatelstvo
K 1. lednu 2017 v obci žilo 11 715 obyvatel.

## Doprava
Deerlijk má vlastní výjezd z dálnice A14.
Ve Waregemu, Harelbeke, Anzegem-Vichte a Kortrijku se nachází nejbližší nádraží a v Gentu také staví mezinárodní rychlíky.
U Bruselu se nachází mezinárodní letiště.